# Národní knihovna Finska
Finská národní knihovna (finsky: Kansalliskirjasto) je národní a výzkumná knihovna ve finském hlavním městě Helsinkách, v blízkosti náměstí Senaatintori. Je nejstarší a největší knihovnou ve Finsku. Hlásí se k datu založení 1640, kdy vznikla knihovna Královské akademie v Turku. Administrativně je součástí Helsinské univerzity. Od roku 1919 do 1. srpna 2006 nesla i název Helsinská univerzitní knihovna (Helsingin yliopiston kirjasto), ale v roce 2006 se stala národní knihovnou, jejíž funkce už předtím plnila, i názvem. Nejstarší část budovy, v níž knihovna sídlí, byla navržená Carlem Ludvigem Engelem a postavená roku 1844. V roce 1906 byla přistavěna tzv. Rotunda podle návrhu architekta Gustafa Nyströma. Převážná část fondů je však uložena v Kirjaluole (doslova „knihovní jeskyně“), což je podzemní bunkr vyvrtaný do pevné skály 18 metrů pod knihovnou. Má objem 57 600 kubických metrů. Knihovna je zodpovědná za uchovávání finského kulturního dědictví. Schraňuje přes 3 miliony knih a časopisů. Má právo povinného výtisku a přijímá kopie i všech audiovizuálních materiálů vyrobených ve Finsku, s výjimkou filmů. Tyto kopie pak knihovna distribuuje do vlastního národního fondu a do rezervních fondů pěti univerzitních knihoven. Národní knihovna má rovněž povinnost shromažďovat a uchovávat materiály publikované na internetu do svého webového archivu. Udržuje také veřejně přístupný online katalog Finna. Každá osoba, která žije ve Finsku, se může do něj zdarma zaregistrovat. Knihovna je také domovem jedné z nejkomplexnějších sbírek knih vydaných v Ruské říši.